# Chileense presidentsverkiezingen 1993
De Chileense presidentsverkiezingen van 1993 vonden op 11 december van dat jaar plaats. De verkiezingen werden gewonnen door de christendemocraat Eduardo Frei Ruiz-Tagle. 

## Uitslag
| Kandidaat               | Kandidaat               | Kandidaat               | Partij                  | Partij                      | Coalitie                | Coalitie                                       | Stemmen   | Percentage           |
| ----------------------- | ----------------------- | ----------------------- | ----------------------- | --------------------------- | ----------------------- | ---------------------------------------------- | --------- | -------------------- |
|                         |                         | Manfred Max-Neef        |                         | ECO                         |                         | Movimiento Ecologista                          | 387.102   | 05,55%               |
|                         |                         | Eugenio Pizarro Poblete |                         | Onafh.                      |                         | Movimiento de Izquierda Democrática Allendista | 327.402   | 04,70%               |
|                         |                         | Eduardo Frei Ruiz-Tagle |                         | Partido Demócrata Cristiano |                         | Concertación de Partidos por la Democracia     | 4.040.497 | 57,98%               |
|                         |                         | Cristián Reitze Campos  |                         | AHV                         |                         | La Nueva Izquierda                             | 81.675    | 01,17%               |
|                         |                         | Arturo Alessandri Besa  |                         | UDI                         |                         | Unión por el Progreso de Chile                 | 1.701.324 | 24,41%               |
|                         |                         | José Piñera Echenique   |                         | Onafh.                      |                         | Onafhankelijke kandidaat van rechts            | 430.950   | 06,18%               |
| Totaal geldige stemmen  | Totaal geldige stemmen  | Totaal geldige stemmen  | Totaal geldige stemmen  | Totaal geldige stemmen      | Totaal geldige stemmen  | Totaal geldige stemmen                         | 6.968.950 | 94,47%               |
| Ongeldige stemmen       | Ongeldige stemmen       | Ongeldige stemmen       | Ongeldige stemmen       | Ongeldige stemmen           | Ongeldige stemmen       | Ongeldige stemmen                              | 270.991   | 03,67%               |
| Blanco stemmen          | Blanco stemmen          | Blanco stemmen          | Blanco stemmen          | Blanco stemmen              | Blanco stemmen          | Blanco stemmen                                 | 136.750   | 01,85%               |
| Totaal                  | Totaal                  | Totaal                  | Totaal                  | Totaal                      | Totaal                  | Totaal                                         | 7.376.691 | 100%                 |
| Aantal stemgerechtigden | Aantal stemgerechtigden | Aantal stemgerechtigden | Aantal stemgerechtigden | Aantal stemgerechtigden     | Aantal stemgerechtigden | Aantal stemgerechtigden                        | 8.085.493 | Onthoudingen: 08,77% |
| Bron:                   |                         |                         |                         |                             |                         |                                                |           |                      |